# Charles Bradley

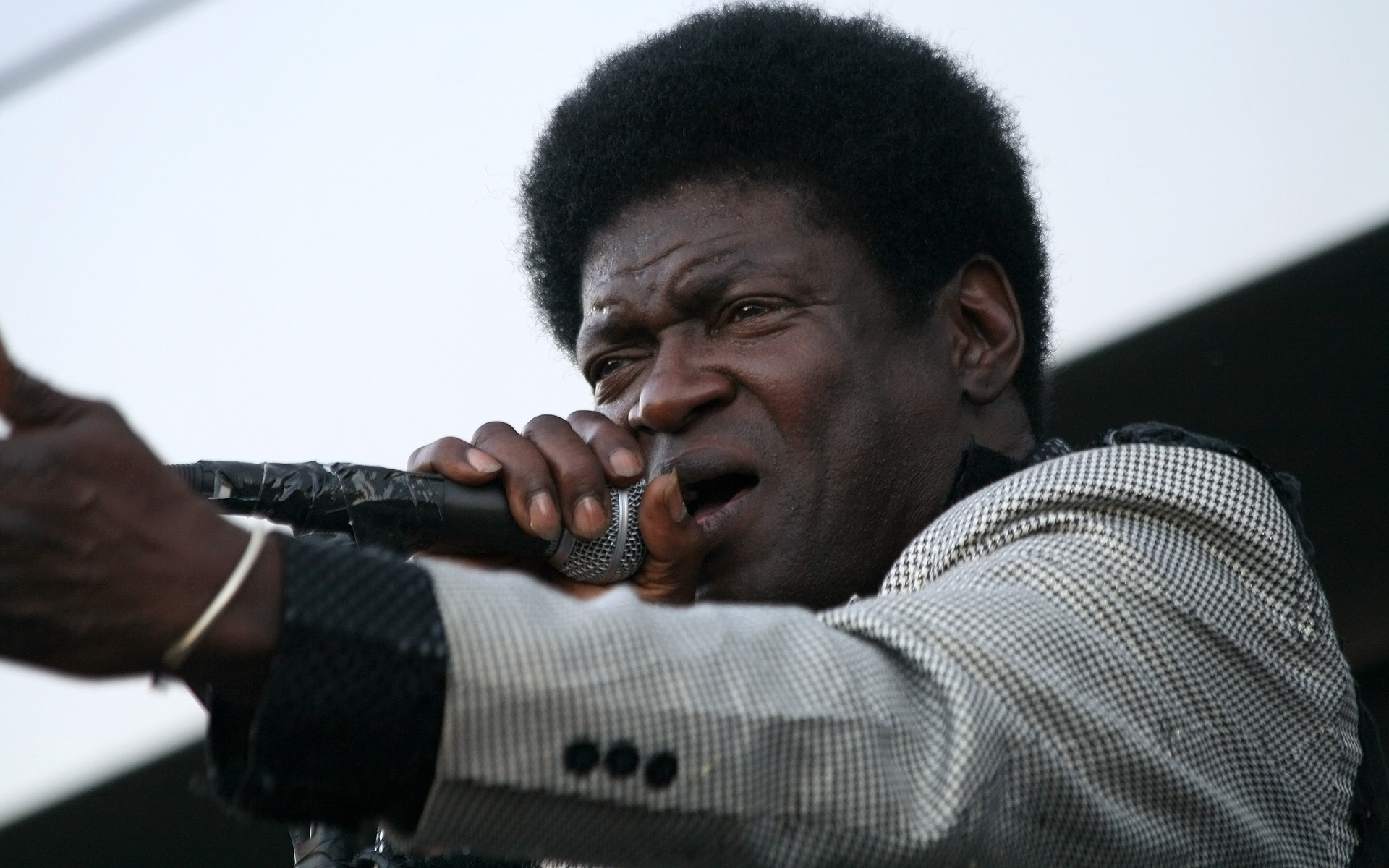
Charles Bradley (2011)

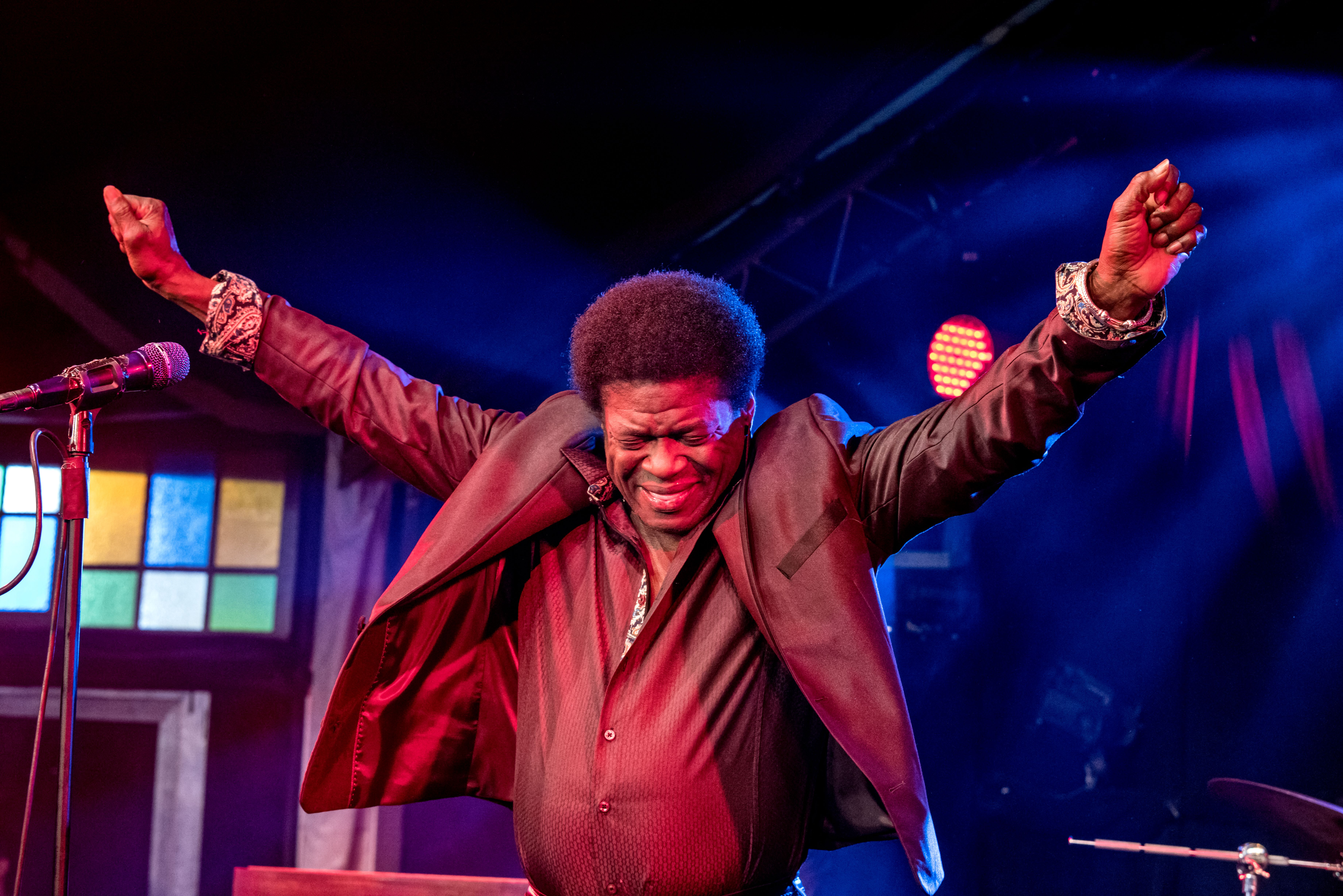
Charles Bradley (2016)

Charles Bradley (* 5. November 1948 in Gainesville, Florida; † 23. September 2017 in New York) war ein US-amerikanischer Soul-Sänger.

## Leben
Charles Bradley wuchs in Armut im New Yorker Stadtteil Brooklyn auf. In Bar Harbor im Bundesstaat Maine erlernte er den Beruf des Kochs. Später wurde er Küchenchef in einer psychiatrischen Klinik in Wassaic im Bundesstaat New York. Die folgenden 17 Jahre verbrachte er als Küchenchef in Kalifornien und trat neben seiner Arbeit im kleinen Rahmen als Sänger in verschiedenen Bands in Erscheinung.
Nach mehreren Schicksalsschlägen gab er seinen erlernten Beruf auf, kehrte nach New York zurück und widmete sich nur noch der Musik. In lokalen Clubs in Brooklyn trat er unter dem Namen Black Velvet in einer James-Brown-Tribute-Show auf. Dort wurde er von einem Mitarbeiter des kleinen, auf Retro-Soul spezialisierten Plattenlabels Daptone Records entdeckt. 2002 erschien Bradleys erste Single. Anfang 2011 kam sein spätes Debütalbum No Time for Dreaming heraus. Im Sommer darauf begab sich Bradley auf eine ausgedehnte Tournee durch Europa und die USA, wobei er unter anderem am Roskilde-Festival in Dänemark und am Jazz Fest Wien auftrat.
Charles Bradley, dem der Beiname „The Screaming Eagle of Soul“ verliehen wurde, starb am 23. September 2017 im Alter von 68 Jahren an Magenkrebs.

## Alben
- No Time for Dreaming (2011)
- Victim of Love (2013)
- Changes (2016)
- Black Velvet (2018)

## Singles
- Take It As It Come, Pt. 1 / Take It As It Come, Pt. 2 (2002)
- Now That I’m Gone (Look How You’re Crying) / Can’t Stop Thinking About You (2004)
- This Love Ain’t Big Enough for the Two of Us (2006)
- The World (Is Going Up in Flames) / Heartaches and Pain (2007)
- The Telephone Song (2008)
- No Time for Dreaming / Golden Rule (2010)
- Every Day Is Christmas (When I’m Lovin’ You) / Mary’s Baby (2010)
- Heart of Gold / In You (I Found a Love) (2011)
- Lonely as You Are (2019)

## Dokumentarfilm
- Charles Bradley: Soul of America von Poull Brien (2012)[12]